# ستيف سميث (منافس ألعاب قوى أمريكي)
ستيف سميث (بالإنجليزية: Steve Smith)‏ هو منافس ألعاب قوى أمريكي، ولد في 24 نوفمبر 1951 في لونغ بيتش في الولايات المتحدة.

## وصلات خارجية
- ستيف سميث على موقع أوليمبيديا (الإنجليزية)